# Limnophila bryobia
Limnophila bryobia är en tvåvingeart som beskrevs av Josef Mik 1881. Limnophila bryobia ingår i släktet Limnophila och familjen småharkrankar. Inga underarter finns listade i Catalogue of Life.